# Mouvement burkinabé des droits de l’homme et des peuples
Das Mouvement burkinabé des droits de l’homme et des peuples (MBDHP, zu deutsch Burkinische Bewegung für Menschen- und Volksrechte) ist eine Nichtregierungsorganisation, die für den Ausbau und den Respekt der universellen Menschenrechte in Burkina Faso kämpft. Es ist Mitglied der Union interafricaine des droits de l’homme.
Das MBDHP wurde 1989 gegründet und zählt heute zu den wichtigsten und bekanntesten Menschenrechtsorganisationen Westafrikas. Bis 2007 war Halidou Ouédraogo, einer der bekanntesten außerparlamentarischen Politiker Burkina Fasos, Vorsitzender des MBDHP, am 4. Kongress des MBDHP vom 18. bis 20. Oktober 2007 wurde Chrysogone Zougmoré von den Delegierten zu seinem Nachfolger gewählt. Neuer Generalsekretär (das Amt hatte zuvor Zougmoré inne) wurde Aly Sanou, zuvor Referent für Frauen- und Kinderrechte im Verband. Beim 5. Kongress im November 2010 wurden beide im Amt bestätigt.
Das MBDHP versteht Menschenrechte umfassend und engagiert sich zum Beispiel auch in der Bekämpfung der Beschneidung oder in der Unterstützung gewerkschaftlicher Arbeit. Im März 2008 war der MBDHP Gründungsmitglied der "Coalition Contre la Vie Chère" (CCVC). Zougmoré in seiner Funktion als MBDHP-Vorsitzender ist Vizepräsident der CCVC (Präsident ist der Vorsitzende des Gewerkschaftsbundes CGT-B, Tolé Sagnon).